# Rolla (Észak-Dakota)
Rolla város az Amerikai Egyesült Államok Észak-Dakota államában, Rolette megyében, melynek megyeszékhelye is. Lakosainak száma 1223 fő (2020. április 1.).

## Népesség
A település népességének változása:

| 2010 | 1 280 |
| 2020 | 1 223 |